# Kasachen-Khanat

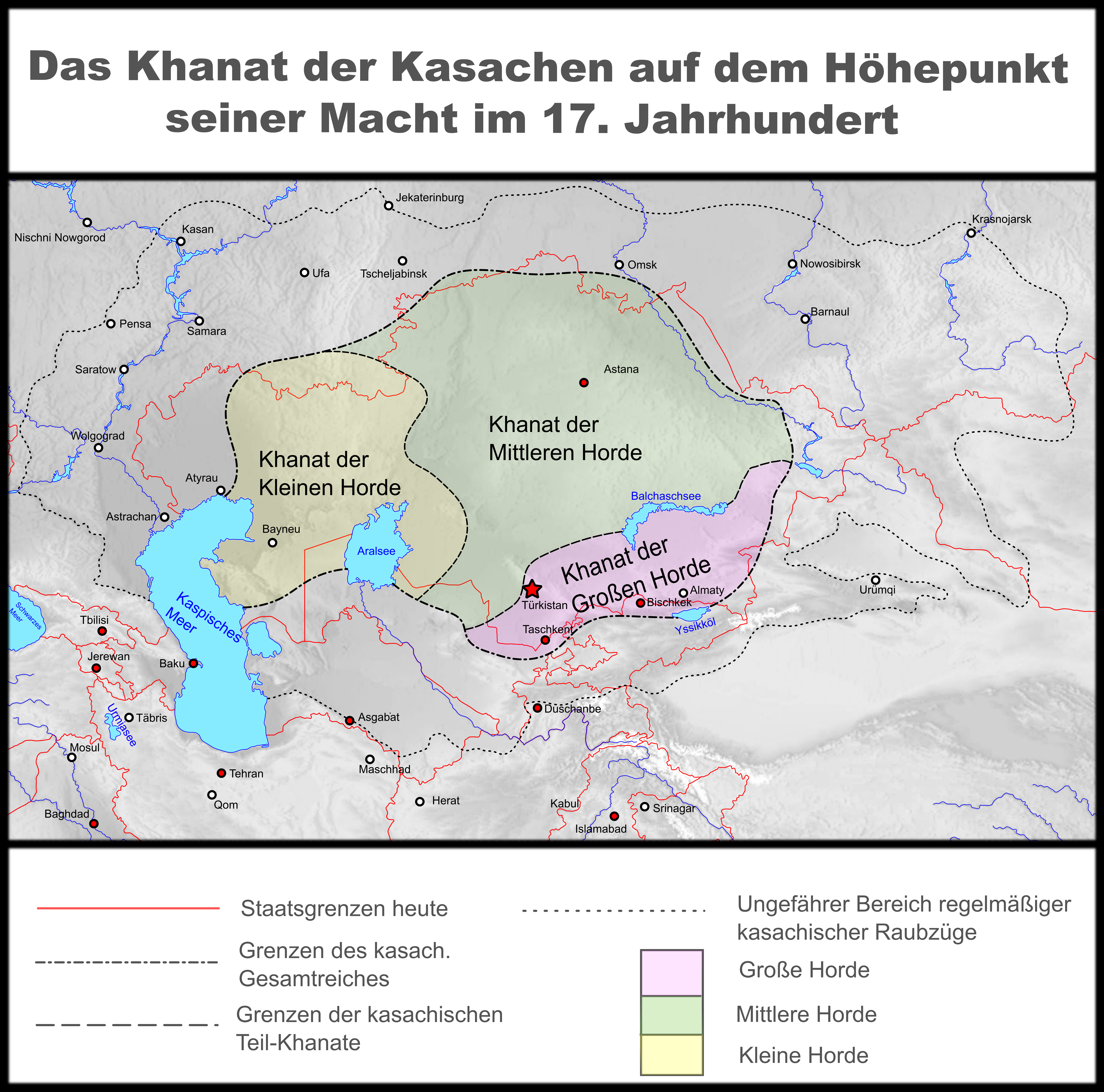
Das kasachische Khanat mit dem Gebiet
der Kleinen Horde
der Mittleren Horde
der Großen Horde

Kasachen-Khanat (kasach. Қазақ хандығы/Qazaq handyğy, russisch Казахское ханство, türkisch Kazak Hanglığı) war der Name einer nomadisch geprägten Stammesföderation der Kasachen in Westsibirien und Zentralasien, die seit der Mitte des 15. Jahrhunderts bestand und im 19. Jahrhundert durch den russischen Zaren schrittweise aufgelöst wurde. Zwischen 1917 und 1920 stellte das Gebiet des Kasachen-Khanates die Basis des kasachischen Alasch-Orda-Staates dar.

## Umfang und Stammesstruktur
Das kasachische Khanat umfasste bereits damals im Wesentlichen das Gebiet des heutigen Kasachstan. Seine Wurzeln hat das Kasachen-Khanat vor allem in den ehemaligen Herrschaftsbereichen der Weißen und der Orda-Horde; ein Teil seines nördlichen Gebietes unterstand kurzfristig dem Khanat Sibir.
Da die Kasachen damals jedoch überwiegend Nomaden waren, verfügte auch das Kasachen-Khanat wie alle zentralasiatischen Nomadenreiche der Vergangenheit über keine festen und klar definierten Grenzen. Der Khan dieses Gebietes gehörte seiner Abstammung nach zu den Dschingisiden. Darüber hinaus gehörten die kasachischen Siedlungsgebiete im heutigen Xinjiang und der Mongolei zum Gebietsstand des Kasachen-Khanates. Eine lose Oberherrschaft übte das Khanat auch auf die kasachischen Gebiete aus, die sich heute in Russland (Region Altai und Republik Altai) und in Usbekistan (hauptsächlich Karakalpakistan) befinden.
Da jedoch das kasachische Khanat von Nomaden getragen wurde und von deren kriegerischen Stammestraditionen geprägt war, galt die Herrschaft des Khans als äußerst brüchig. Bereits 1518 wurde das Khanat in drei Apanagen (Teilherrschaften) aufgeteilt. In ihnen wurden Angehörige der Fürstenfamilie eingesetzt, die sich aufgrund ihrer Abstammung ebenfalls als Khane bezeichneten. Aus diesen Apanagen entstanden im 18. Jahrhundert die Jüngere, Mittlere und Ältere Horde, die teilweise untereinander verfeindet waren und autonom agierten.
Im 18. Jahrhundert wurde durch die Vermittlung der Wolga-Ural-Tataren, Baschkiren und Nogaier der Islam bei den Kasachen eingeführt. Das brachte eine Änderung innerhalb der Stammesstrukturen der drei Horden mit sich: Als Khan durfte sich nur noch ein Herrscher bezeichnen, der seine Familie von Dschingis Khan und dessen Nachfolgern ableiten konnte. Sein Herrschaftsgebiet trug die Bezeichnung Khanat. Die bisherigen Begs trugen nun den Titel Emir und durften ihr Herrschaftsgebiet als Emirat bezeichnen. Doch war die Islamisierung der Kasachen nur oberflächlich, da alte schamanische Traditionen gepflegt und beibehalten wurden, die die Kasachen damals weiterhin mit den Mongolen teilten.

## Geschichte

### Vorgeschichte
Die Geschichte des kasachischen Volkes beginnt um ca. 1400. Zu dieser Zeit regierte unter den zentralasiatischen Steppennomaden, den sogenannten „Kasak-Tataren“, ein gewisser Koirigaq Oglun (reg. ca. 1394–1422). Dieser galt als Dschingiskhanide und als (angeblicher) Sohn des Urus Khan und stammte aus der westsibirischen Orda-Horde. Koirigaqs Familie leitete ihre Abstammungslinie vom Mongolenfürsten Orda Khan ab. Alternativ wird auch eine Abstammung Koirigaqs aus der Linie Toqa Timurs angenommen.
Timuridischen Quellen zufolge soll Koirigaq Oglun von Timur Lenk († 1405) in Sibirien als Khan eingesetzt worden sein, um von dort aus den widerspenstigen Khanen der Goldenen Horde an der Wolga in ihre Schranken zu verweisen.

### Widerstand gegen Abu'l-Chair
Bereits Koirigaqs Sohn Boraq Khan (reg. 1422–28) wurde 1428 von Abu'l-Chair, dem Stammherren des späteren Usbeken-Khanates, mit der Hilfe des Nogaiers Waqqas Bej getötet. Abu'l-Chair wollte ein straff geführtes und islamisches Reich errichten und diesem Reich sollten auch die nördlichen Steppennomaden angehören.
So trennten sich einige Gruppen um 1456 von Abu'l-Chair, als dieser gegen die westmongolischen Oiraten eine Niederlage erlitt. Diese abtrünnigen Stämme lehnten den Islam ab und wollten weiterhin, und den alten Traditionen der Steppennomaden entsprechend, autonom bleiben. So zogen die Söhne Boraqs, Kerei (auch: Girai) und Janibek (auch: Janibeg) samt ihren Clans und dem übrigen Gefolge ins benachbarte Mogulistan. Dort unterstellten sich die beiden Prinzen dem Schutz des damals amtierenden Tschagatai-Khans Yunus (reg. 1462–1487). Historiker nennen die Jahre 1464/65 als Beginn des „besonderen Ulus der Qazaq-Uzbek“. Als Vasallen der Tschagatai-Dynastie organisierten sie den Widerstand gegen das Usbeken-Khanat. Bereits 1468 kehrten sowohl Kerei als auch Janibek in die alten Stammesgebiete zurück. Gemeinsam besiegten und töteten sie den Usbekenherrscher Abu'l-Chair in einer Schlacht nördlich des Syrdarja.
Erst Abu'l-Chairs Enkel Muhammad Schaibani († 1510) konnte um 1500 die abtrünnigen Gebiete kurzfristig für seine Dynastie zurückgewinnen. Doch de facto blieb seine Macht nur auf einen kleinen Teil der Stämme beschränkt und die Herrschaft Koirigaqs Nachfolger über die nördlichen Steppengebiete blieb erhalten.

### Gründung des Kasachen-Khanates
Als Mohammed Scheibani im frühen 16. Jahrhundert den Syrdarja überquerte, um südlich davon seine eigene Dynastie zu gründen, verblieben große Teile der Steppennomaden unter den Nachfahren Koirigaqs in den nördlichen Steppen.
1509 begründete ein Sohn Janibeks, Qasym, mit dem Kasachen-Khanat seinen eigenen Herrschaftsraum und machte sich von der südlich herrschenden Scheibaniden-Dynastie endgültig unabhängig. Die Scheibaniden waren die ersten, die den Namen Usbeken annahmen und damit das Usbeken-Khanat begründeten. Die unter Qasym vereinigten Steppennomaden kannten kaum eine staatliche Ordnung und so war dessen Herrschaft äußerst instabil. Die reale Macht lag bei den Clans unter der Führung ihrer Beks und Batyrs, die entweder den Khan unterstützten oder gegen ihn agierten.
Nachdem Qasym Khan 1518 verstorben war, wurden auf dem Boden des Kasachen-Khanates drei Apanagen (Teilherrschaften) errichtet. Die kurze Einheit der Kasachen zerfiel nach nur neun Jahren, da die Apanagen untereinander verfeindet waren und um die Vorherrschaft in der Steppe kämpften.
Die Herrscher der drei Teilherrschaften stammten wie Koirigaqs Nachkommen Boraq, Kerei und Janibek, Qasym usw. entweder tatsächlich von den Dschingiskhaniden ab oder aber sie behaupteten, von ihnen abzustammen. Schließlich setzte sich Qasyms Sohn Haqq Nazar (reg. 1538–80) durch und dieser vereinigte die drei Teilherrschaften wieder zu einem Gesamtkhanat.
Unter den Khanen Tawakkul (reg. 1586–98), Ischim (reg. 1598–1628) und Jangir (reg. 1628–52) stellte das halbwegs geeinte Khanat wieder eine Gefahr für die benachbarten Usbeken dar. So eroberten die Kasachen Taschkent und der Khan Tawakkul drang 1598 sogar bis Buchara und Samarkand vor. Die Kasachen waren im ausgehenden 16. Jahrhundert zu einem ernst zu nehmenden Machtfaktor in Zentralasien geworden.

### Kampf gegen die Oiraten
Zu Beginn des 17. Jahrhunderts formierten sich in der westlichen Mongolei die Oiraten. Deren Teilstamm der Dschungaren errichteten unter Khara-Khula (reg. 1619–34) und Khungtaidschi Batur (reg. 1634–53) am Imil-Fluss und Altai das Dsungarische Khanat, deren Gründer sich von den Dschingisiden ableiteten.
Dieses neue Steppenreich stand unter dem starken Einfluss des Buddhismus. Zwar hatten die Kasachen unter Tawakkul sowie ihre Nachbarn schon vorher gelegentliche Niederlagen gegen dieses kriegerische Volk erlitten, nun aber drängten die Oiratenstämme wie die Kalmücken unter Khu Urluk († 1643) mit aller Macht westwärts und die Situation verschärfte sich zusehends. So kämpften 1635 Ischim (Yesim) und 1643 sein Sohn Jangir erfolglos gegen die Dschungaren und in der Folge verzeichnet man deren Vorherrschaft über die meisten Clans der Älteren Horde.

### Kampf gegen die Dschungaren
Erst Khan Tauke, auch als Tyawka bekannt, (reg. 1680–1715) stellte die Einheit der Jüngeren, Mittleren und Älteren Horde wieder her. Er führte anstelle des nomadisch geprägten Gewohnheitsrechtes ein geschriebenes Gesetz, die Scheti Scharghy, ein. Tauke verfügte über Repräsentanten in allen drei Horden und er kontrollierte deren Affären. So empfing er Botschafter des Russischen Zarenreiches (1694) und musste sich zwischen 1681, 1695 und erneut 1710 mehrfach mit den Dschungaren am Syrdarja auseinandersetzen. So richtete Tauke 1698 die Botschafter des Dschungaren-Khan Tsewangrabtan (reg. 1697–1727) hin und erlitt bei der darauffolgenden Auseinandersetzung eine militärische Niederlage. Trotzdem galt er regional als mächtiger Fürst, der in der Lage war, die Dschungaren noch zurückzuhalten.
Nach Taukes Kontrollverlust bzw. nach dessen Tod wurde sein Nachfolger Kaip Khan nur widerwillig von den Vertretern der Stämme gewählt. Es begann nun die Zeit des „Großen Unglücks“, d. h. ständiger Angriffe der Dschungaren. So zog 1716 ein Heer der Dschungaren vom Ili-Fluss im Zickzackkurs bis zum Balchaschsee, wo es im Frühling 1718 die vereinigten Kasachenstämme am Fluss Ajagus schlug. Taukes Sohn Bolat konnte 1718 das Kasachen-Khanat nicht mehr länger zusammenhalten: Es löste sich trotz großer äußerer Bedrohung wieder in die drei Horden auf. Diese Horden – auch als „Schüs“ (kasachisch Abteilung) bezeichnet – wurden von den Russen fälschlich als „Kleine Kirgisen-Horde“, „Mittlere Kirgisen-Horde“ und als „Große Kirgisen-Horde“ bezeichnet, da diese die Bezeichnung „Kirgisen“ auch auf die Kasachen anwandten, um diese von den slawischen Kosaken abzugrenzen, deren Name ähnlich klang.
Die ständigen Raubzüge, Morde und Verschleppungen der Dschungaren, quer durch das ganze Land bis zum Syrdarja, führten um 1723–1725 beinahe zum Untergang des kasachischen Volkes. Um dem Druck der Dschungaren zu entgehen, trafen die kasachischen Fürsten zwei wichtige Entscheidungen: 1728 kam es unter einem Khan namens Abu'l-Hayr (1717/28–VIII.1748, ermordet) zu einer vorübergehenden Wiedervereinigung der kasachischen Nomaden und zur Wiedererrichtung des Khanates. Zum zweiten unterstellten sich die Herrscher der drei Horden (dem Beispiel Abu'l-Hayrs 1731 folgend) 1731–1742 nacheinander freiwillig dem Russischen Kaiserreich. Auf diesem Wege konnte Russland vergleichsweise friedlich sein Einflussgebiet erweitern und durch Forts sichern. Auf der anderen Seite half es den Kasachen, bis das Dsungarische Khanat zwischen 1754 und 1759 von der chinesischen Qing-Dynastie beseitigt und Zentralasien befriedet wurde. Vorher führten zwischen 1740 und 1742 innere Rivalitäten ein letztes Mal zu einem erfolgreichen Angriff der Dschungaren. Sie schlugen Abylai Khan, verwüsteten wiederum das Syrdarja-Gebiet und kamen bis zur russischen Grenze.

### Nach der Dschungarenherrschaft
Abylai Khan war seit seiner Niederlage 1740/42 gegen die Dschungaren ein Vasall der Mongolen. Nachdem deren Reich 1758/59 durch Truppen der Qing-Dynastie beseitigt worden war, musste er Ansprüche Chinas zurückweisen, bevor er die Einheit der Kasachen zumindest scheinbar wieder herstellten konnte. Er bemühte sich in diversen, meist diplomatischen Affären zwischen dem Russischen Kaiserreich und China zu lavieren. De facto stand Abylai bei beiden in einem Vasallenverhältnis. So ließ er sich den 1771 (nach dem Tod von Abu'l Muhammed und dem Erfolg gegen die zurückwandernden Kalmücken) angenommenen Titel „Khan“ sieben Jahre später von der Zarin Katharina bestätigen.

### Gründung der Bökey-Horde
Durch tatarische, baschkirische und nogaische Vermittlung wurde das Kasachen-Khanat islamisiert. Doch war diese Islamisierung nur sehr oberflächlich und viele alte heidnische Traditionen blieben bei den Kasachen lebendig. Das 18. und 19. Jahrhundert gilt allgemein als Zeitalter der totalen Desintegration der Kasachen. So wurde die Kleine Horde mehrmals zweigeteilt. Die verschiedenen Clanführer scheuten sich nicht, gegen den Khan ausländische Hilfe anzufordern.
So begründete ein Enkel Abu'l-Hayrs, der Muslim Bökey Khan (reg. 1812–1815) Anfang des 19. Jahrhunderts seine eigene Horde. Der Grund war, dass Bökey bei der Wahl zum Khan der Kleinen Horde durchfiel und stattdessen Abylais Sohn, Vali Khan (reg. 1781–1818/9) gewählt wurde. Doch bereits 1795 gingen bei der Zarin Katharina zahlreiche Beschwerden diverser Clanführer ein, die sich bei ihr über Vali Khan beschwerten. So wurde 1806 ein Tribunal einberufen, dass schließlich Zar Alexander dem Ersten den Vorschlag machte, Bökey neben Vali als zweiten Khan der Kleinen Horde einzusetzen.

### Kolonialherrschaft und Nationenbildung
Das bis dahin lockere russische Protektorat wurde zwischen 1822 und 1848 in allen vier Horden – das heißt, in den drei traditionellen und in der Bökey-Horde – durch eine direkte Verwaltung ersetzt und besonders mit Kasan-Tataren besetzt. So wurde allmählich die traditionelle Macht der kasachischen Khane gebrochen.
Trotzdem blieben die Kasachen zunächst vom Militärdienst befreit, sie behielten ihr Gewohnheitsrecht und ihre örtlichen Ältestenräte. Aber die fortschreitende Kolonisierung mit starker Einwanderung von Russen und Ukrainern behinderte die traditionelle Lebensweise. Es war zwar der Kirche verboten, bei den Kasachen zu missionieren. Dennoch wurde von Seiten der russischen Verwaltung begonnen, die traditionell als Nomaden lebenden Kasachen unter staatlichen Zwang sesshaft zu machen. Das somit nicht mehr von diesen benötigte Weideland wurde slawischen Siedlern übereignet. So brachen recht schnell antirussische Aufstände aus. Insgesamt waren es zwischen 1783 und 1870 acht Stück. Zwei dieser letztlich erfolglosen Aufstände fanden unter Enkeln Abylai Khans statt: Sarschan Kasymow (ab 1825, 1831/34) und Kenisari (reg. 1837–46/47).
Mit dem Untergang des kasachischen Feudaladels begannen sich die von intellektuellen Kasan-Tataren im Generalgouvernement Turkestan und -Steppe verbreiteten Nationalideen durchzusetzen. So waren die Kasachen nicht länger einzelnen Stämmen oder Fürsten zugehörig, sondern nun einer modernen Nation verbunden, die sich vor allem von der Sprache und der traditionellen Kultur ableitete. Dennoch blieb das Stammes- und Clandenken bei den Kasachen bis heute bestehen. Diese bestimmen aber nunmehr nicht mehr das persönliche Leben, sondern gelten als traditionelle Eigenschaften.

## Fürstenliste
- Koirijaq Oglun (ca. 1394–1422)
- Boraq Khan (1422–1428)
- Kerei Khan (ca. 1428–1459p.)
- Janibek Khan (ca. 1440–1480; Mitherrscher)
- Muryndyq Khan (1480/88–1509/11)
- Qasym Khan (1480/1511–1518)
- Mimash Khan (1518–1523)
- Tahir Khan (1523–1530/33)
- [1526 Zerfall:]

- Togim Khan (1526/38; Südgebiet)
- Boydas Khan (1526/38; Ostgebiet)
- Uziaq Ahmad Khan (1526/35; Nordgebiet)

- Aq Nazar Khan (1538–1575/80)
- Shigai Khan (1575/80–1582)
- Tawekel Khan (1575/86–1598; seit 1586 Khan aller Kasachen)
- Yesim Khan (1598–1628/35)
- Jangir Khan (1628–1652)

- Ablaigirim (1628–36; † ca. 1650)

- Batyr (1652–1680)[5]
- Tawke Khan (1680–1715, † 1718)
- Kaip Khan (1715–1718)
- nach 1718 erfolgt ein Zerfall in Jüngere Horde, Mittlere Horde und Ältere Horde

- Bolat Khan (1698/1718–1731)
- Abu'l-Hayr (1717/28–1748)
- Shah Muhammed (1719–1734)

- Abu'l Muhammed (1729/31–71)
- Abylai (1731/71–81)
- Sirim Batyr und Nurali (1748 ff.)